# Ерек
Ерек (нім. Erec) — віршована поема середньоверхньонімецькою мовою авторства Гартмана фон Ауе, датована 1180–1190 роками. Це перший приклад артуріанівського роману німецькою мовою. Твір є адаптацією старофранцузького роману «Ерек і Еніда» Кретьєна де Труа. Єдина повна версія поеми, що зберігається в Книзі героїчних епосів замку Амбрас, вперше була переписана близько 1510 р. за часів правління імператора Максиміліана І.

## Сюжет
Ерек — молодий та недосвідчений лицар короля Артура, син короля Лака, зганьблений одного разу перед королевою ударом карлика. Без довгих роздумів та без обладунків Ерек вирушає переслідувати його та потрапляє до замку Тульмайн до герцога Імайна. У пошуках якогось прихистку він потрапляє до збіднілого дворянина Коралуса. Від нього він дізнається про прийдешню битву в замку та про те, що лицар на ім'я Ідерс, чий гном принизив Ерека, вже вигравав двічі поспіль цей турнір. Ерек вирішує обов'язково взяти участь у турнірі. Він обіцяє Коралусу одружитись на його дочці Еніті, якщо вона його буде супроводжувати в бою. Ерек виграє турнір, а разом з ним і руку та серце Еніти. Весілля відбувається на подвір'ї короля Артура.
Після весілля він переїжджає з Енітою до Карнанту в батьківський дім. Там Ерек нехтує своїми правительськими обов'язками, проводячи всі дні та ночі у ліжку з Енітою. Як тільки він дізнається від Еніти, що став посміховиськом усього двору, відразу вирішує таємно покинути дім та шукати пригод. Еніта, якій він заборонив під страхом смертної кари будь-що про це говорити, мусить його супроводжувати. У Ерека починається ціла низка різних пригод. Зрештою вони з Енітою повертаються до Карнанту та живуть там як приклад пари, що зразково керує своїми володіннями.